# Nieuport 25
Le Nieuport 25 est un avion militaire de la Première Guerre mondiale.

## Conception
Version du Nieuport 24 remotorisée avec un Clerget 11E (en) de 200 ch.